# Proyecto de psicología
Proyecto de psicología (en alemán Entwurf einer Psychologie) es una serie de manuscritos póstumos de Sigmund Freud redactados en el año 1895 y publicados en Londres en el año 1950 por Marie Bonaparte, Anna Freud y E. Kris con el título Aus den Anfängen der Psychoanalyse junto a fragmentos de su correspondencia con Wilhelm Fliess.

## Índice

### Parte I. Plan general

#### Introducción
1. Primera proposición principal: la concepción cuantitativa
2. Segunda proposición principal: la teoría de las neuronas
3. Las barreras-contacto
4. El punto de vista biológico
5. El problema de la cantidad
6. El dolor
7. El problema de la cualidad
8. La conciencia
9. El funcionamiento del aparato
10. Las conducciones Ψ
11. La vivencia de satisfacción
12. La vivencia de dolor
13. Afectos y estados de deseo
14. Introducción del «yo»
15. Proceso primario y secundario en Ψ
16. El discernir y el pensar reproductor
17. El recordar y el juzgar
18. Pensar y realidad
19. Procesos primarios - Dormir y sueños
20. El análisis de los sueños
21. La conciencia del sueño

### Parte II. Psicopatología

#### Psicopatología de la histeria
1. La compulsión histérica

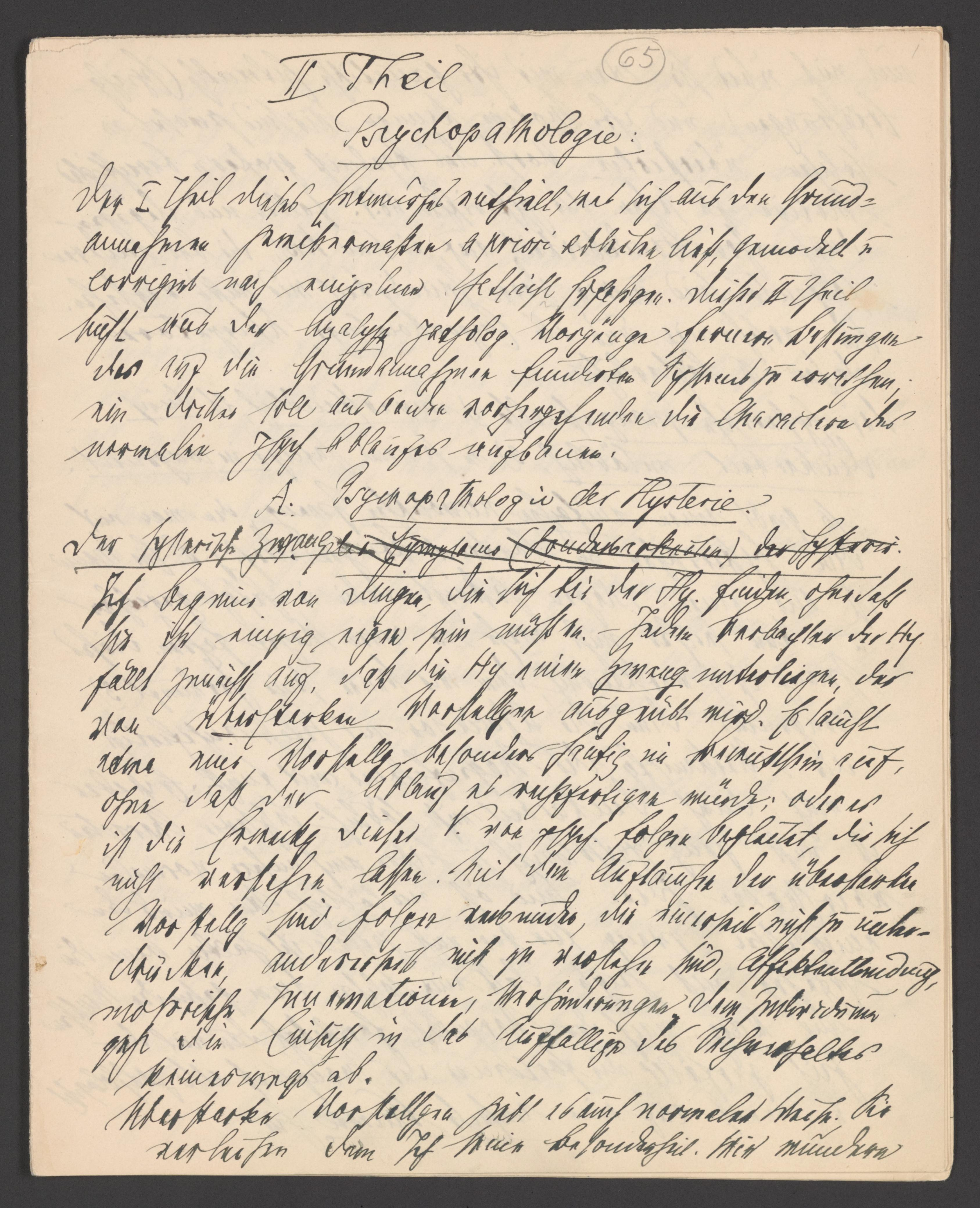
Manuscrito original de Freud en Parte II. Psicopatología. Psicopatología de la histeria.

2. La génesis de la compulsión histérica
3. La defensa patológica
4. La proton pseudos histérica
5. Condiciones de la πρωτον ψευδόζ νστ [εφιχον]
6. Perturbación de pensar por el afecto

## Contenido
Si bien el mismo Freud lo dejó inconcluso y presenta a una primera lectura ingenua una apariencia de indagación sobre problemas neurológicos, la comunidad psicoanalítica lo considera un texto fundamental para el estudio de la metapsicología freudiana, pues allí se hallan muchos de los problemas teóricos que posteriormente serán retomados en otros textos, en claves distintas (no neurológicas) como el capítulo VII de La interpretación de los sueños, Lo Inconsciente, La Represión, Formulaciones sobre los dos principios del acaecer anímico, Más allá del principio de placer, El yo y el ello, etc. En este sentido han argumentado psicoanalistas posteriores como James Strachey y Jacques Lacan, entre otros.
Según expresión de Freud en carta dirigida a Fliess, el Proyecto ambicionaba una psicología donde se procurara una "economía de la energía nerviosa" y se pudiera extraer de la psicopatología lo que sirva para esclarecer los procesos normales.
El Proyecto se aboca, en su primera parte, a la concepción de un "aparato anímico" extraído según el autor de la experiencia de la psicopatología, el cual postula la circulación de una energía psíquica a lo largo de circuitos y partículas materiales (que denomina neuronas) regida por la tendencia a la disminución de su cantidad; en otros términos, la función del aparato es la de mermar el volumen de excitación presente en él. Tal principio es retomado con fines críticos en el texto Más allá del principio de placer dado que la misma experiencia que lo había llevado a postularlo lo llevó, décadas más tarde, a indicar algo más allá de él. Al inicio del Proyecto figura una primera oposición entre proceso primario y proceso secundario donde el primero es vinculado a un movimiento reflejo que lleva al sector motor proveniente del sensitivo determinadas sumas de excitación comandadas por dicho principio y provenientes del exterior. En cuanto al otro proceso, se diferencia del anterior en que la procedencia de la excitación es interna (es decir, un exterior ubicado dentro) y provoca la perentoreidad de una "acción específica" para solventar la cual el sistema admite un acopio de energía.
Por otra parte, el aparato está provisto de distintos tipos de neuronas. Por ejemplo las neuronas pasaderas y las impasaderas. Esta última diferenciación es tomada en la conceptualización de la memoria según la cual la misma está constituida por el grado en que las neuronas impasaderas adquieren las características de las otras, lo cual está determinado por un proceso que denomina Bahnung, término que había sido utilizado por Pavlov para su teoría de las conexiones temporales de las vías de conducción en el segmento superior del sistema nervioso. Dicha Bahnung puede depender, según Freud, ya sea del volumen de la energía interviniente en un decurso, ya de una reiteración.
Las partes segunda y tercera del Proyecto tienen como mira la figuración y concepción de los fenómenos psicopatológicos y normales, respectivamente, a la luz de la teoría expuesta en la parte primera.